# Yvette Jaggi
Yvette Jaggi (Lausanne, 11 februari 1941) is een Zwitserse bestuurster en politica voor de Sociaaldemocratische Partij van Zwitserland (SP/PS) uit het kanton Vaud. Zij was het eerste vrouwelijke Kantonsraadslid van het kanton Vaud. Zij was tevens de eerste vrouwelijke burgemeester van haar geboortestad Lausanne.

## Biografie

### Opleiding en vroege carrière
Yvette Jaggi studeerde aan de Universiteit van Lausanne, waar ze een licentie in de letteren behaalde in 1964 en een licentie en doctoraat in de politieke wetenschappen in 1970. Haar thesis werd bekroond met meerdere prijzen. Nadien werd ze actief in het bedrijfsleven en gaf ze lessen over de sociologie van de consumptie aan de Universiteit van Lausanne (1978-1985) en over economie aan de Technische Universiteit van Lausanne (1980-1985). Vanaf de jaren 1960 schreef ze ook bijdragen voor het weekblad Domaine public.

### Federale politiek
In 1972 werd ze lid van de Sociaaldemocratische Partij van Zwitserland (SP/PS), een jaar nadat vrouwen in Zwitserland op federaal niveau het stemrecht hadden verworven. Bij de federale parlementsverkiezingen van 1979 werd ze voor de eerste maal verkozen in de Nationale Raad, met herverkiezing in 1983. Ze zou er zetelen van 26 november 1979 tot 29 november 1987. Bij de volgende verkiezingen, die van 1987, maakte ze de overstap naar de Kantonsraad, waar ze vervolgens zetelde tussen 30 november 1987 en 24 november 1991. Met haar verkiezing in de Kantonsraad wisten de socialisten voor de tweede maal een Vaudse Kantonsraadszetel te bemachtigen, na Jacques Morier-Genoud in 1975. Deze zetel ging ten koste aan de zetel van zittend Kantonsraadslid Édouard Debétaz van de Vrijzinnig-Democratische Partij (FDP/PRD). Bij de verkiezingen van 1991 verloren de socialisten Jaggi's zetel echter aan Jacques Martin van dezelfde Vrijzinnig-Democratische Partij.

### Lokale politiek
Jaggi was ook actief in de lokale politiek van haar geboortestad Lausanne. Zo zetelde ze tussen 1982 en 1985 in de gemeenteraad (wetgevende macht). In 1986 werd ze lid van het stadsbestuur (uitvoerende macht), waarbinnen ze van 1990 tot 1997 fungeerde als eerste vrouwelijke burgemeester (syndic) van Lausanne. Daarmee was zij na Jules-Henri Addor de tweede Lausannese burgemeester die tevens Kantonsraadslid was.
In haar politieke leven zette Jaggi zich in voor de positie van de vrouw. Daardoor is ze een boegbeeld van het feminisme in Zwitserland. Ze nam daarom ook deel aan de Vrouwenstaking in Zwitserland van 14 juni 1991 en dit op het moment dat ze burgemeester was.

### Bestuurster
Jaggi zetelde ook in verscheidene raden van bestuur, onder andere in die van het Crédit foncier vaudois (1978-1995), de Zwitserse Nationale Bank (1994-2002) en de Zwitserse federale spoorwegen (SBB CFF FFS; 1999-2005).

## Onderscheidingen
Yvette Jaggi ontving meerdere onderscheidingen, waaronder:
- de gouden medaille van de Jean Monnet-Stichting voor Europa (1996);
- de medaille van de Olympische Orde (1997);[1]
- een eredoctoraat aan de Universiteit van Strathclyde (2002);
- de onderscheiding van commandeur in de Franse Nationale Orde van Verdienste (2013). Deze onderscheiding werd haar overhandigd op de Franse ambassade in Bern.[2]

## Publicaties
- Y. Jaggi, Le phénomène de concentration dans le secteur de la distribution en relation avec l'avènement de la société de consommation massive, doctoraatsthesis, Universiteit van Lausanne, 1970.
- Y. Jaggi, Politique économique extérieure, défense nationale économique, 1983.
- Y. Jaggi, Ce n’est pas le moment de mollir, 1991.